# پاسچیم پونروپرا
پاسچیم پونروپرا (به انگلیسی: Paschim Punropara) یک منطقهٔ مسکونی در هند است که در Suti II community development block واقع شده‌است. پاسچیم پونروپرا ۴۰٬۶۸۳ نفر جمعیت دارد.